# 香港特別行政區政府總部
政府總部是香港特別行政區政府的行政總部，由政務司司長辦公室、財政司司長辦公室及所有決策局組成。傳統上，政務司司長是政府總部的首長，有權向屬下主要官員及公務員發出訓示，行政署署長協助政務司司長統籌工作。
「政府總部」一詞也常用以代指其主要辦公大樓，即位於添馬的政府總部建築物。

## 歷史

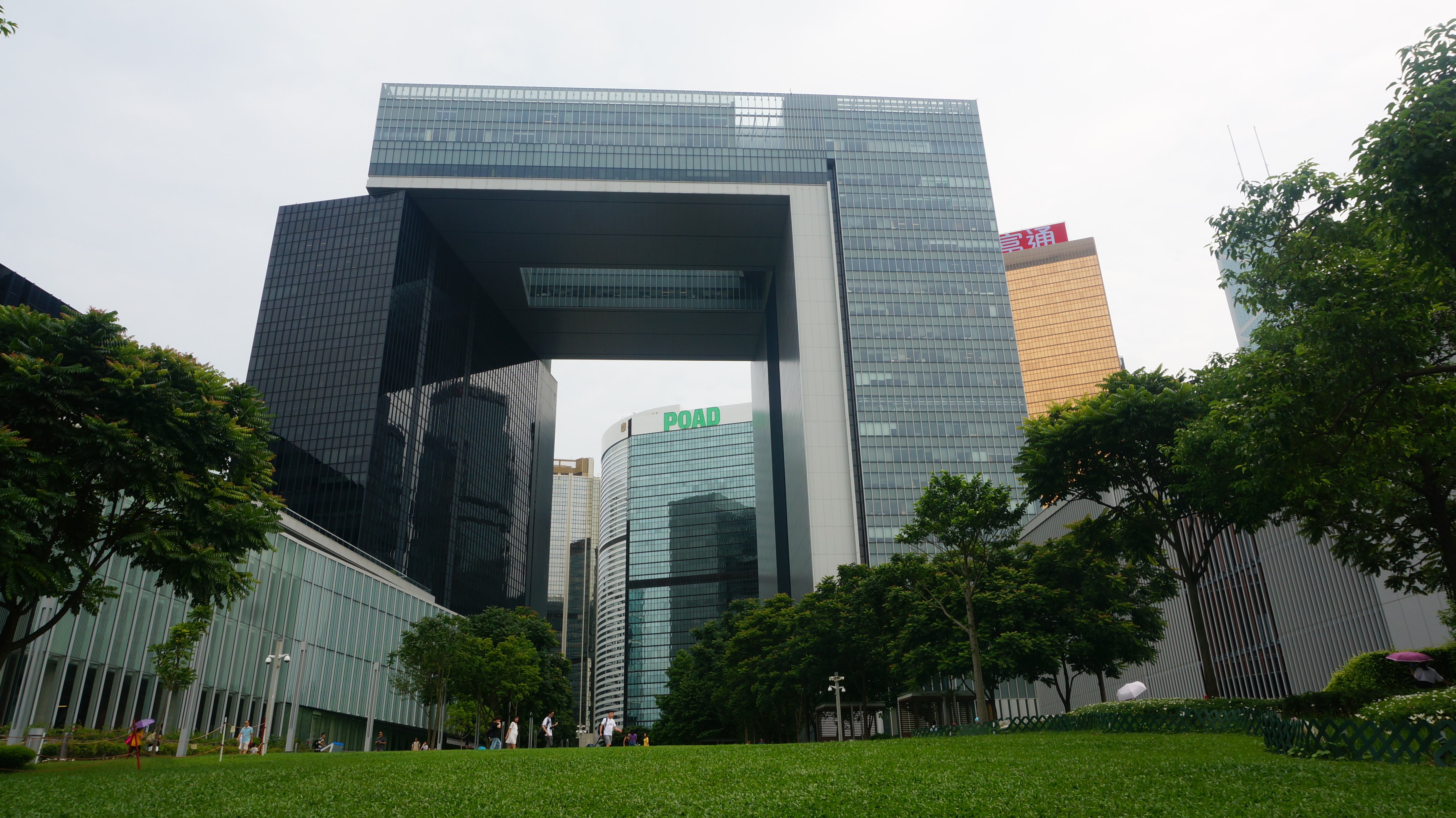
位於金鐘添馬公園的政府總部

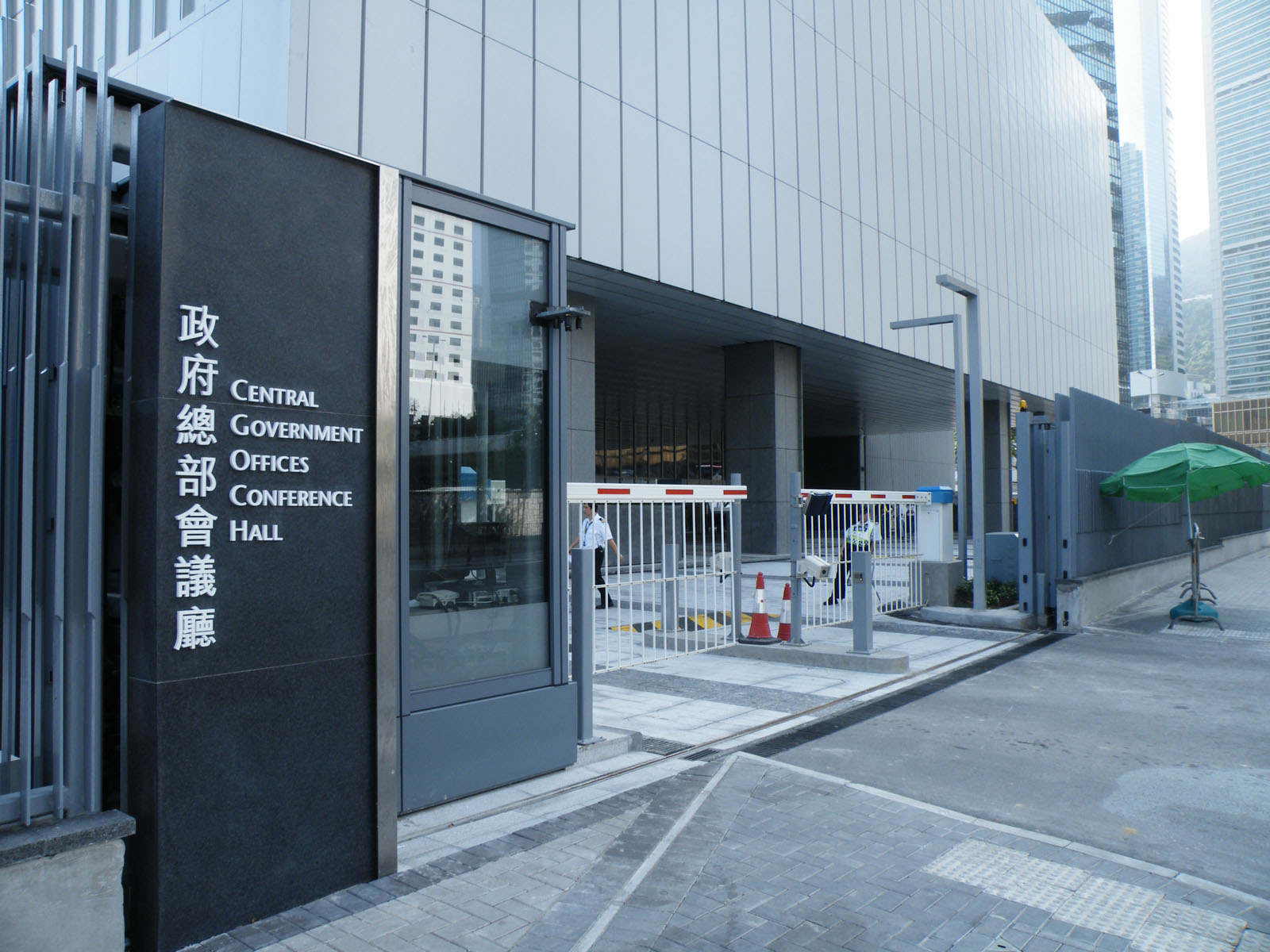
添馬「政府總部」，但英文沿用 Central Government Offices

此部門最早期稱為殖民地司署（Colonial Secretariat），首長是輔政司（Colonial Secretary；又譯「殖民地司」），中文名稱後來改為輔政司署。1976年改為布政司署（Government Secretariat），首長改稱布政司（Chief Secretary）。1997年香港主權移交後改稱「政府總部」（英文不變）。但因原「布政司署XX科」均易名為「XX局」，故少用此稱謂，反而常用來代指政府總部的主要辦公大樓，即中區政府合署（英文名：Central Government Offices）；添馬艦發展工程完成後則用來稱呼新建的辦公大樓（該處中文名稱直接稱為「政府總部」，英文名則是同樣。

## 職能
香港殖民地時期，主要官員如布政司、財政司及所有決策科均隸屬於此。政府總部在歷史上曾有多個名稱，但無論何時均是政府的行政總部，其首長為香港首席公務員、香港總督首席副手，執行總督會同行政局的決策。香港主權移交後，除了相關名稱有所更改外，職能大致沿襲殖民地時期。